# Arbeitserziehungslager Litzmannstadt

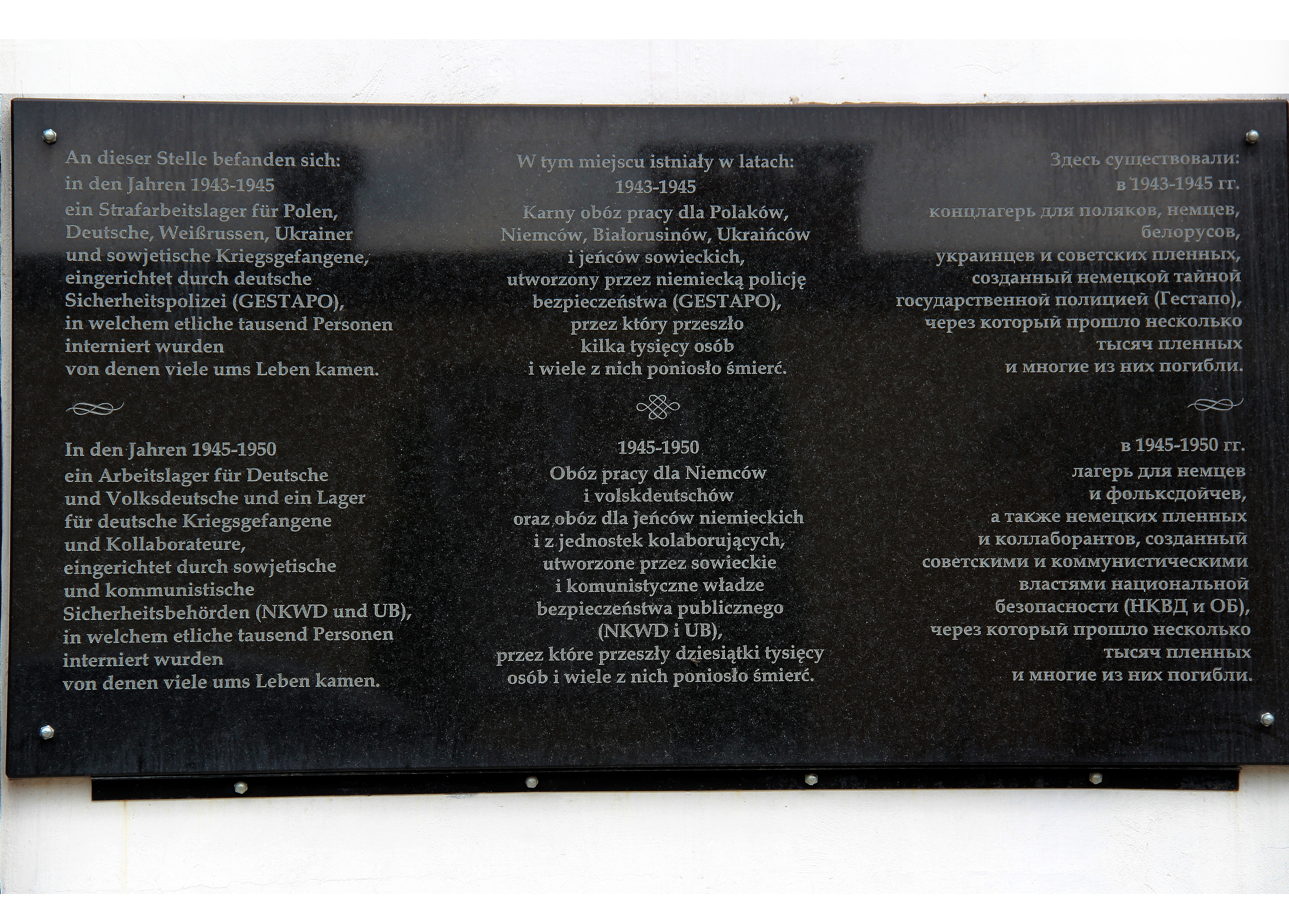
Hinweistafel an der Mauer des Gefängnisses Sikawa Lodz

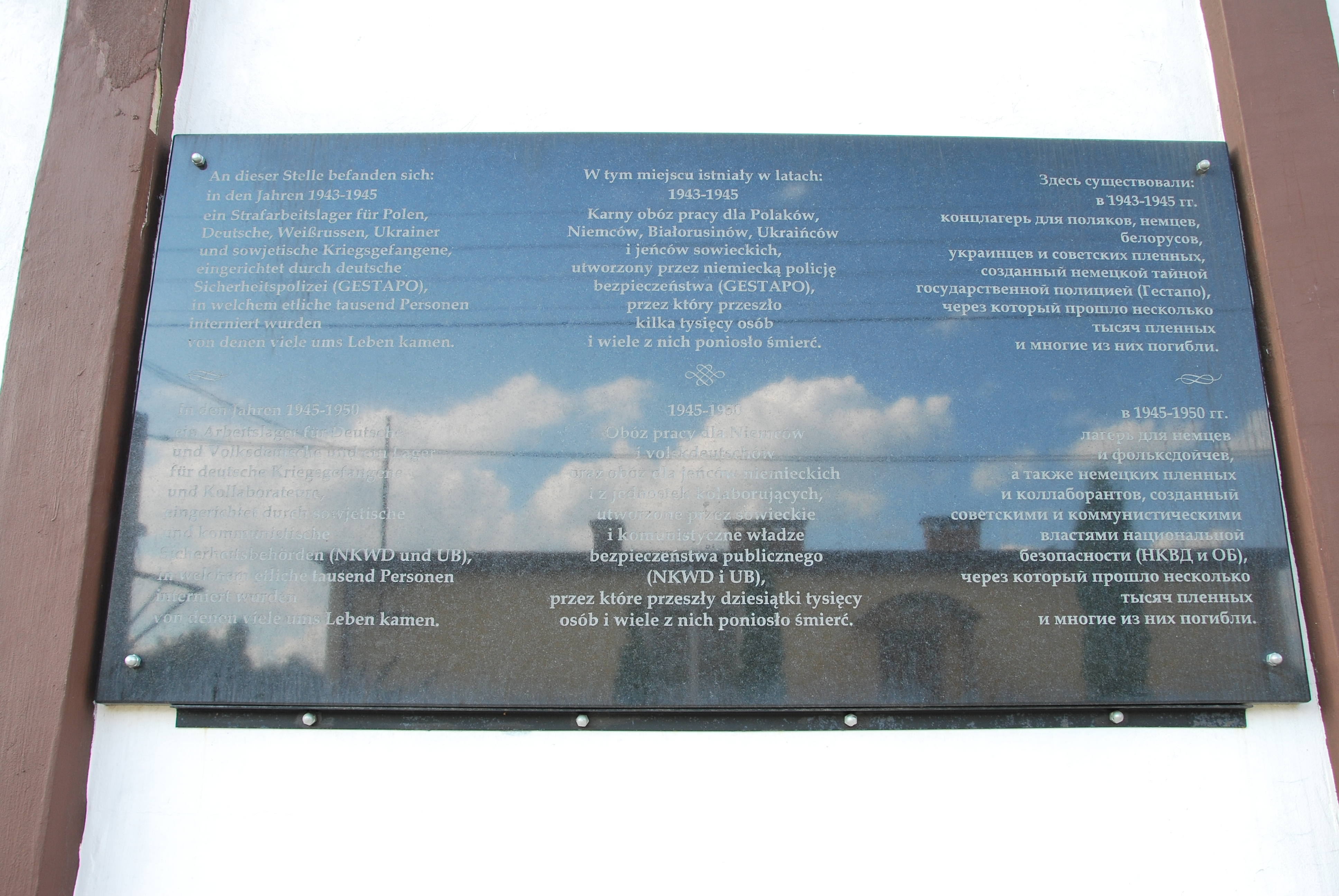
Hinweistafel zur Historie des Lagers Sikawa an der Frontseite des heutigen Gefängnisses auf dem Gelände

Das Arbeitserziehungslager Litzmannstadt wurde 1943 zur Zeit der deutschen Besetzung Polens im Zweiten Weltkrieg von den Nationalsozialisten eingerichtet. Es bestand bis zum Einmarsch der Roten Armee Anfang 1945 und wurde dann in ein Arbeitslager für Deutsche umgewandelt. Das Lager lag östlich des Stadtzentrums von Łódź im Stadtteil Widzew im Stadtviertel Sikawa.

## 1943 bis 1945: Arbeitserziehungslager unter den Nationalsozialisten
Das Straf- bzw. Arbeitserziehungslager Litzmannstadt wurde am 12. März 1943 von den Nationalsozialisten eingerichtet. Es scheint jedoch schon seit 1941 eine Vorläufereinrichtung gegeben zu haben, da die Stiftung EVZ das Lager bereits für Zeiträume ab 1941 als Haftort für Zwangsarbeiter anerkennt.
Mindestens 2500 Menschen vorwiegend polnischer Nationalität durchliefen das Lager. Es waren Zwangsarbeiter sowie Personen, die von ihren Arbeitsstellen geflohen waren und als „arbeitsscheu“ galten. Männer und Frauen waren voneinander getrennt untergebracht.
Das Lager wurde auf dem Gelände eines Bauernhofes in Sikawa eingerichtet und hatte damals die Adresse „Am Bach 40“. Das Wohnhaus wurde zum Büro, der Stall zum Waschplatz für die Häftlinge und die Schuppen zu Werkstätten, eine Scheune wurde abgerissen. Für die Unterbringung der Häftlinge wurden außerdem hölzerne Baracken errichtet. Das Gelände des Lagers war mit Stacheldraht umzäunt und an den Ecken standen Wachtürme.
Die Lagerinsassen wurden vor allen Dingen für schwere körperliche Arbeiten eingesetzt, u. a. beim Bau des Eisenbahnknotenpunktes Andrzejów-Olechów, beim Ausbau des Militärflugplatzes Lublinek, beim Bau von Bunkern, Löschwasserbecken und Luftschutzgräben, dem Ausbau des Friedhofs in Choiny, dem Abriss alter Gebäude und in der Landwirtschaft. Außerdem wurde in den Lagerwerkstätten gearbeitet, wie z. B. der Tischlerei, der Schmiede oder bei der Herstellung von Strohschuhen und Kleidern. Neben der Arbeit in der Küche wurden die Frauen auch für das Leeren von Fäkaliengruben und die anschließende Düngung der Felder eingesetzt. Zusätzlich zu der schweren Arbeit wurden die Häftlinge besonderen Erniedrigungen, Folterungen, Essensentzug und Aufenthalten im Karzer unterzogen.
Beim Näherrücken der Front am Kriegsende verließen die Verwaltungsbeamten und das Wachpersonal das Lager. Am nachfolgenden Tag, dem 19. Januar 1945, befreite ein Gärtner die Gefangenen. Das Lager wurde anschließend von der Roten Armee übernommen.

## Ab 1945
Gleich nach dem Einmarsch der Roten Armee wurde das Arbeitserziehungslager zunächst in ein Sammellager für deutsche Männer, die in die Sowjetunion deportiert werden sollten, umgewandelt. Später entstand hieraus das Zentrale Arbeitslager Sikawa, das wiederum 1948 aufgelöst wurde. Von 1948 bis 1950 wurde die Einrichtung als Kriegsgefangenenlager für deutsche Offiziere genutzt. Außerdem wurden im Jahr 1949 hier noch zahlreiche Transporte mit nach Deutschland ausgewiesenen Volksdeutschen zusammengestellt. Ab Dezember 1950 war das Lager nur noch für Polen bestimmt. Von 1950 bis 1951 diente es außerdem als Untersuchungsgefängnis der Stadt Łódź. An der Stelle des Lagers befindet sich mittlerweile das Zuchthaus Nr. 1 (Zakład Karny nr 1) mit der Adresse Beskidzka 54, Łódź.